# Plakortis nigra
Plakortis nigra är en svampdjursart som beskrevs av Claude Lévi 1953. Plakortis nigra ingår i släktet Plakortis och familjen Plakinidae. Inga underarter finns listade i Catalogue of Life.